# Енгармонізм
Енгармонізм (грец. enharmoníos — узгоджений, збіжний) — однакове за висотою звучання двох різних за назвами звуків (наприклад, фа-дієз і соль-бемоль) в рівномірно-темперованому звукоряді. В музичній практиці існує: 
- Енгармонізм інтервалів (наприклад, збільшена кварта і зменшена квінта)
- Енгармонізм акордів (наприклад, зменшений септакорд у разі енгармонічної заміни перетворюється в одне з трьох обернень зменшених септакордів);
- Енгармонізм тональностей, коли дві тональності (мажорні або мінорні) мають енгармонічно рівні тоніки, і їхні гами звучать однаково, хоча записуються по-різному (наприклад, ре-бемоль мажор і до-дієз мажор).